# Justizvollzugsanstalt Rottweil (Esch)
Die Justizvollzugsanstalt Rottweil (Esch) ist eine im Bau befindliche Justizvollzugsanstalt im Norden der baden-württembergischen Kreisstadt Rottweil. Sie liegt im Gewann Esch, weshalb sie bis zu Schließung der bisherigen Justizvollzugsanstalt Rottweil als Justizvollzugsanstalt Rottweil (Esch) bezeichnet wird. Die Eröffnung der JVA ist für das Jahr 2027 geplant. Sie soll nach ihrer Fertigstellung 502 Haftplätze haben. Der Neubau umfasst 26.000 m² und soll 280 Millionen Euro kosten.

## Lage
Die Justizvollzugsanstalt Rottweil (Esch) liegt nördlich von Rottweil und westlich des Neckartals im Gewann Esch. Südlich verläuft die Rottweiler Nordumgehung der Bundesstraße 27. Erschlossen wird sie durch die westlich verlaufende Landesstraße 424 (ehemals Bundesstraße 14). Etwa 800 Meter südöstlich auf der anderen Seite des Neckartals befindet sich das Gewerbegebiet Berner Feld mit dem 246 Meter hohen TK-Elevator-Testturm. Etwa 3,5 Kilometer entfernt befindet sich die Anschlussstelle Nr. 34 „Rottweil“ der Bundesautobahn 81. Unmittelbar westlich verläuft der Neckartal-Radweg.

## Geschichte

### Standortsuche (1975–2015)
Die Planungen einer neuen Justizvollzugsanstalt reichen bis ins Jahr 1975 zurück. Die Nähe zu den Landgerichten in Hechingen, Konstanz, Rottweil und Waldshut-Tiengen sowie die günstige Verkehrsanbindung an die Bundesstraßen 14, 27 und 462 sowie die Bundesautobahn 81 und der bessere ÖPNV sprachen für den Standort Rottweil.
Bereits 1975 wurde der Stallberg südlich von Rottweil an der Gemarkungsgrenze zum Deißlinger Ortsteil Lauffen ob Rottweil als Standort ausgewählt. Der Standort war „politisch und gesellschaftlich akzeptiert“. Allerdings wurde der Stallberg 2008 durch das baden-württembergische Ministerium für Finanzen aus geologischen Gründen verworfen. Nach dieser Entscheidung gab es kontroverse Diskussionen über die Standortwahl in Rottweil und Umgebung. Ab 2010 konzentrierte sich die Stadt Rottweil auf das Bitzwäldle östlich der Rottweiler Stadtteile Neukirch und Zepfenhan und direkt an der Kreisgrenze zum Zollernalbkreis und der Gemarkung der Stadt Schömberg. In den betroffenen Rottweiler Stadtteilen und den angrenzenden Gemeinden des Zollernalbkreises regte sich Widerstand vor allem in Bezug auf die Zerstörung eines Naherholungsgebiets und ökologische Aspekte. Unter anderem gründete sich die Bürgerinitiative Verein für den Erhalt der Natur- und Kulturlandschaft (NaKu), welcher bis Juni 2010 über 8000 Unterschriften gegen das Projekt im Bitzwädle sammeln konnte. Der damalige Spitzenkandidat und Fraktionsvorsitzende von Bündnis 90/Die Grünen im Landtag von Baden-Württemberg Winfried Kretschmann stellte sich auf die Seite der Gegner und versprach eine neue Suche. Dieses Versprechen löste er nach seiner Wahl zum Ministerpräsidenten des Landes Baden-Württemberg ein.

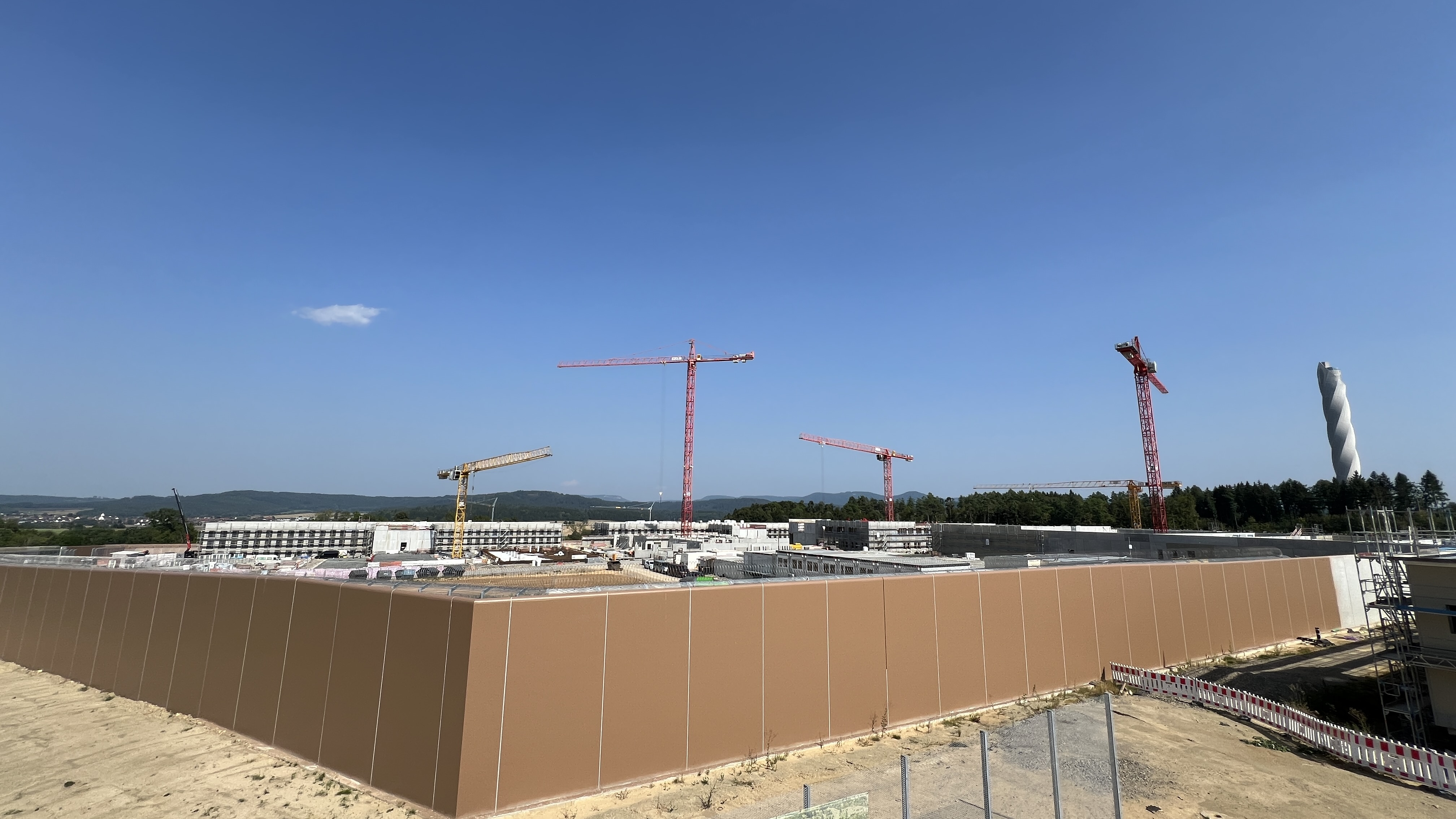
Baufortschritt der Justizvollzugsanstalt im August 2025

2012 startete das Land Baden-Württemberg schließlich eine neue Suche nach einem geeigneten Standort im Bereich Donaueschingen, Rottweil und Tuttlingen. Gleichzeitig bekundete die Stadt Meßstetten im Zollernalbkreis das Interesse an der Ansiedelung der neuen Justizvollzugsanstalt auf dem Gelände der zu diesem Zeitpunkt noch aktiven Zollernalb-Kaserne, welche im Rahmen des Stationierungskonzepts 2011 der Bundeswehr im Jahr 2014 geschlossen werden sollte. Bei der Suche wurden zwei Standorte bei Tuningen und Weigheim im Schwarzwald-Baar-Kreis am besten bewertet. Bei einem Bürgerentscheid in Tuningen wurde der Bau mit 57 Prozent der abgegebenen Stimmen abgelehnt.
Während der erneuten Suche auf der Gemarkung Rottweil wurden der Hochwald, als nordwestliche Exklave der Stadt Rottweil westlich von Villingendorf und nordöstlich des Dunninger Ortsteils Lackendorf sowie das Gewann Esch nördlich von Rottweil präferiert. Im April 2015 wurde der Hochwald aus der engeren Auswahl gestrichen. Obwohl der potenzielle Standort Stallberg bereits 2008 seitens der Landesregierung ausgeschlossen wurde, wurde er nach einer Bürgerversammlung in Rottweil im Mai 2015 erneut ins Gespräch gebracht. Der Rottweiler Gemeinderat sprach sich im Juni 2015 jedoch erneut für den Standort Esch aus.
Auf Initiative der Bürgerinitiative Neckarburg ohne Gefängnis fand am 20. September 2015 ein Bürgerentscheid in Rottweil statt, bei welchem mit 58 Prozent die Zustimmung für den Bau der Justizvollzugsanstalt im Esch erteilt wurde.

### Vorbereitungen (2015–2023)
Im Oktober 2015 fanden erste Probebohrungen am neuen Standort statt, welche in das Bodengutachten der geplanten Justizvollzugsanstalt einflossen.
Anfang 2016 bot der Rottweiler Gemeinderat dem Land Baden-Württemberg eine Erweiterungsfläche südlich der bisherigen Bebauungsplanung bis zur Bundesstraße 27 an. Gleichzeitig wurde die Akzeptanz zugesagt, sollte das Land auf den Vorschlag verzichten, wie bisher geplant zu agieren. „Die Landesregierung hat sich nach umfassender Überprüfung dazu entschieden, für den Bau der neuen Justizvollzugsanstalt in Rottweil von einer aller Voraussicht nach nicht umsetzbaren Einbeziehung der von der Stadt Rottweil angebotenen Erweiterungsfläche im südlich angrenzenden Wald abzusehen. Es verbleibt damit bei der bisherigen Fläche im Esch, die auch dem Bürgerentscheid zugrunde lag.“
Für die weiteren Planungen wurde 2017 ein Architekturwettbewerb ausgerufen, welcher am 12. Juni 2018 durch ein Preisgericht bewertet und abgeschlossen wurde. Dabei wurde dem Architekturbüro Obermeyer Planen + Beraten mit el:ch Landschaftsarchitekten aus München der Zuschlag erteilt. Insgesamt nahmen über 50 Bewerbergemeinschaften teil.
Mitte Juni 2018 bemängelte der Rechnungshof Baden-Württemberg die Kostensteigerungen des Neubaus und brachte einen neuen Standort bei Zimmern ob Rottweil zur Sprache. Die Stadt Rottweil positionierte sich dagegen und verwies auf den Bürgerentscheid. Ursprüngliche Planungen gingen von etwa 120 Millionen Euro Baukosten aus. 2018 wurde mit 207 Millionen Euro gerechnet, welche später auf 240 Millionen Euro angepasst wurden. 2022 belief sich die Gesamtkostenplanung auf 280 Millionen Euro.
Anfang Juni 2019 fanden weitere Probebohrungen am Standort statt.
Am 9. Dezember 2020 wurde der Bebauungsplan für die neue Justizvollzugsanstalt vom Gemeinderat der Stadt Rottweil beschlossen. Begleitend wurde eine Städtebaulicher Vertrag zwischen dem Land Baden-Württemberg und der Stadt Rottweil unterzeichnet. Dieser regelt die Landschaftsverträglichkeit, den Umwelt- und Artenschutz sowie die Architektur, die allesamt nicht über den Bebauungsplan abgedeckt werden können.
Im Februar 2021 fanden erste Rodungs- und Waldarbeiten im Rahmen der Erschließung des Baugrunds statt.

### Bau (seit 2023)

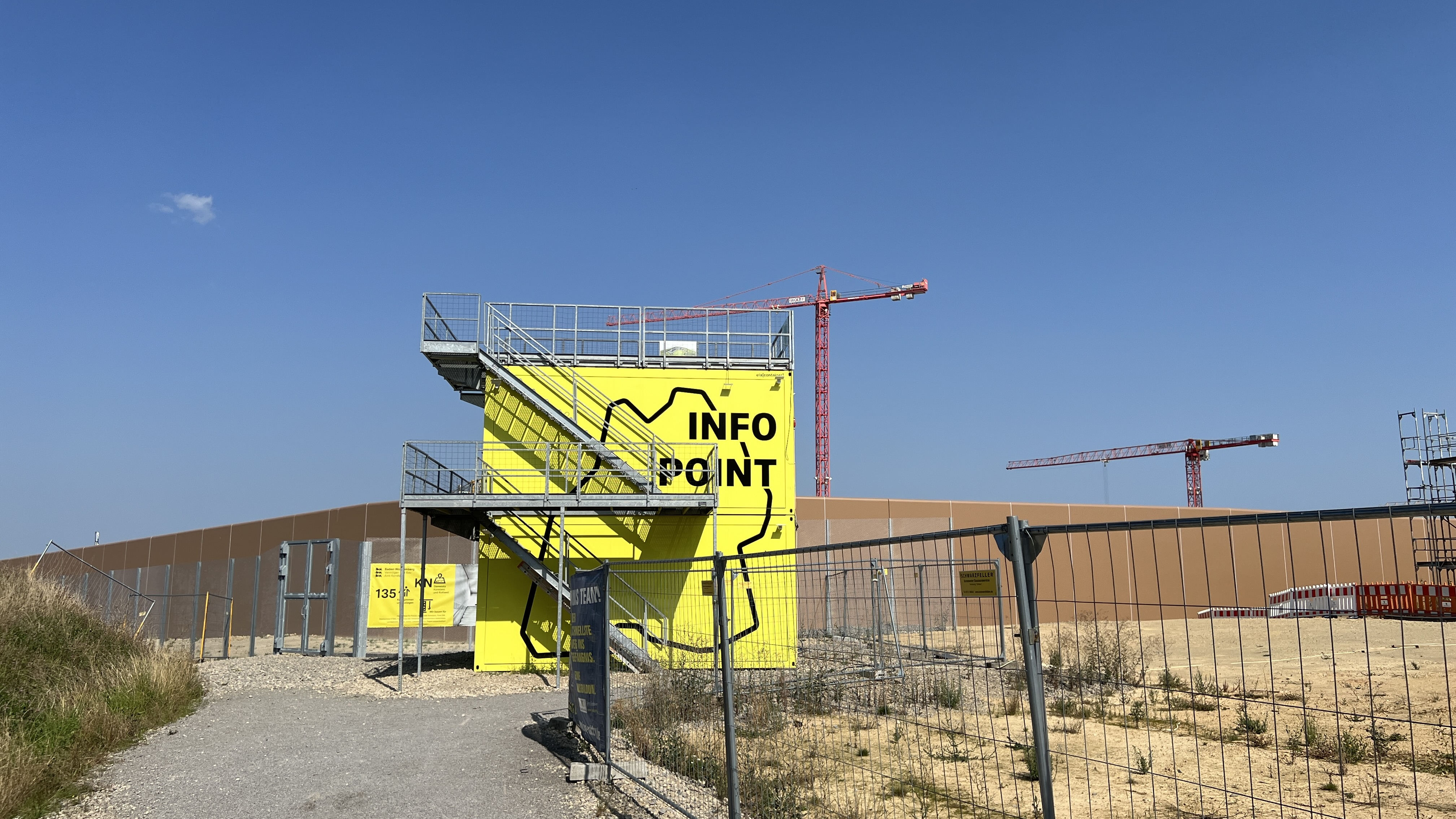
Infopoint der Baustelle mit Aussichtsplattform

Am 5. Juni 2023 begannen die Vermessungsarbeiten, am 12. Juni 2023 schließlich die ersten Bodenbearbeitungen. Der erste Spatenstich erfolgte am 26. Juni 2023 durch den baden-württembergischen Minister für Finanzen Danyal Bayaz, die baden-württembergische Ministerin der Justiz und für Migration Marion Gentges, den Rottweiler Oberbürgermeister Christian Ruf, dem Direktor des Landesbetriebs Vermögen und Bau Baden-Württemberg Andreas Hölting und dem Leiter des Amts Konstanz von Vermögen und Bau Thomas Steier.
In der direkten Umgebung wurden ein Infopoint und eine Aussichtsplattform mit Blick auf die Baustelle errichtet.
Die Fertigstellung ist für das Jahr 2027 geplant.

### Zukunft (ab 2027)
Mit der geplanten Eröffnung der Justizvollzugsanstalt Rottweil (Esch) sollen die bisherige Justizvollzugsanstalt Rottweil sowie deren Außenstellen in Hechingen, Oberndorf, Villingen-Schwenningen und Waldshut-Tiengen geschlossen werden. Alle Anstalten stammen aus dem 19. Jahrhundert und erfüllen weder quantitativ noch qualitativ die modernen Anforderungen.

## Infrastruktur
Insgesamt sind 18 Gebäude, davon drei Zellenblocks, mit einer Nutzfläche von 25.463 m² und 502 Haftplätze geplant. Die gesamte Anlage ist von einer 5,5 Meter hohen Gefängnismauer umgeben. Das Haupttor befindet sich im Westen der Anlage.
52 Hafträume sollen barrierefrei ausgestattet sein. Eine Gefängniszelle soll 9 m² groß und mit einem Fenster sowie einem abgetrennten Bad mit Waschbecken und Toilette ausgestattet sein. Mehrere Zellen sollen flexibel zu gemeinsamen Wohneinheiten mit einer Küche, einem Freizeit- und einem Duschraum zusammengelegt werden können. Die Hafträume sollen sich in drei Unterkunftsgebäuden befinden.
In der JVA sollen verschiedene Ausbildungsbetriebe wie eine Schlosser- und Holzbearbeitungswerkstatt eingerichtet werden. Des Weiteren sollen eine Schule, zwei Freiluftsportplätzen und eine Sporthalle entstehen.
Die Beheizung der Gebäude erfolgt über Wärmepumpen und Hackschnitzelanlagen. Die Energiezentrale befindet sich außerhalb der Gefängnismauer nördlich des Haupttors. Ein Teil der Energie soll über Photovoltaikanlagen mit einer Leistung von 1,8 MW auf den Dächern generiert werden.
Außerhalb des Gefängnisses soll eine Begegnungsstätte entstehen, wo sich Insassen im offenen Vollzug (sogenannte „Freigänger“) und die Bevölkerung begegnen können. Sie soll unter anderem von „Personen, die sich auf den Freigang vorbereiten und auch tagsüber woanders arbeiten können“, betrieben werden. Im Umfeld sollen Parkplätze für Angestellte, ein Wanderparkplatz und eine Bushaltestelle vor dem Haupttor entstehen.
Um einen Großteil der Gefängnismauer befindet sich ein Lichtschutzwall im Norden, Lichtschutzbepflanzungen im Osten und Süden, eine Aufforstung im Nordosten sowie zwei Regenrückhaltebecken im Südosten und Südwesten.